# Evangelický hřbitov v Dalečíně
Evangelický hřbitov v Dalečíně se nachází na severním okraji obce Dalečín. Jeho rozloha činí necelých 10 arů.
Hřbitov byl založen roku 1860 reformovaným (kalvínským) sborem ve Veselí.
Nevelký hřbitov se rozprostírá ve svahu, je obehnán plotem a nachází se na něm márnice.
Hřbitov je zčásti v obecním a zčásti v církevním vlastnictví; provozovatelem hřbitova je obec Dalečín.

## Galerie

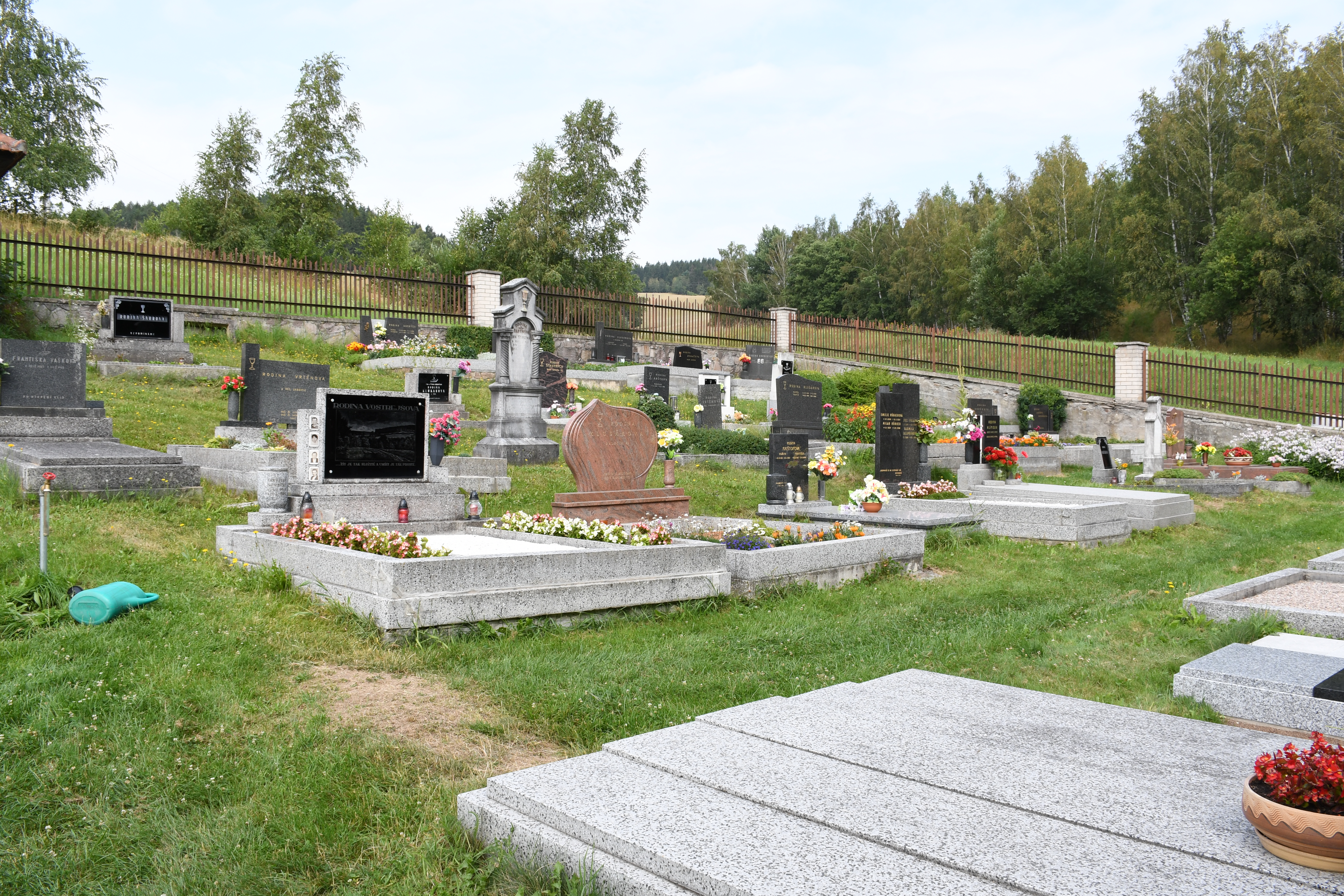
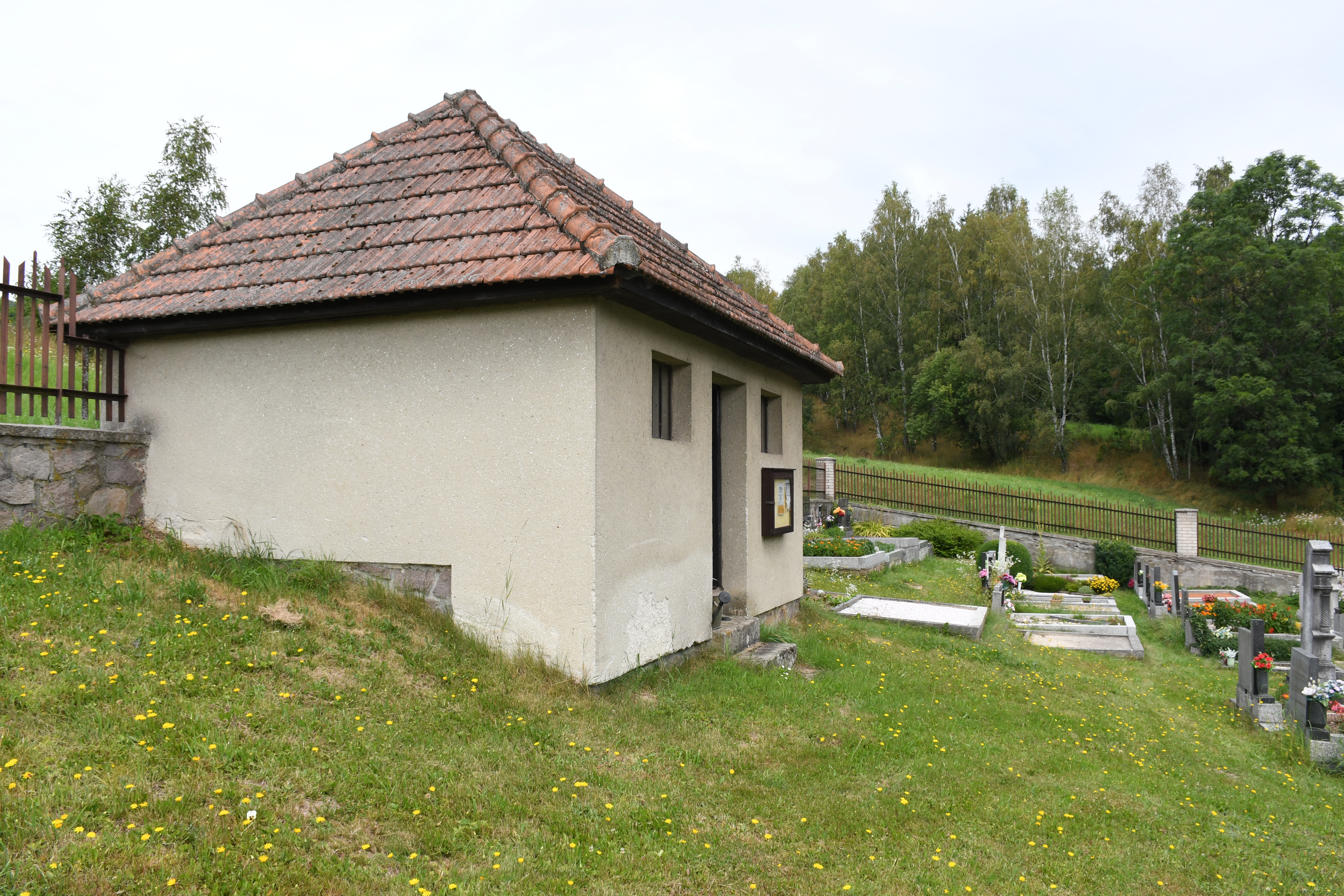
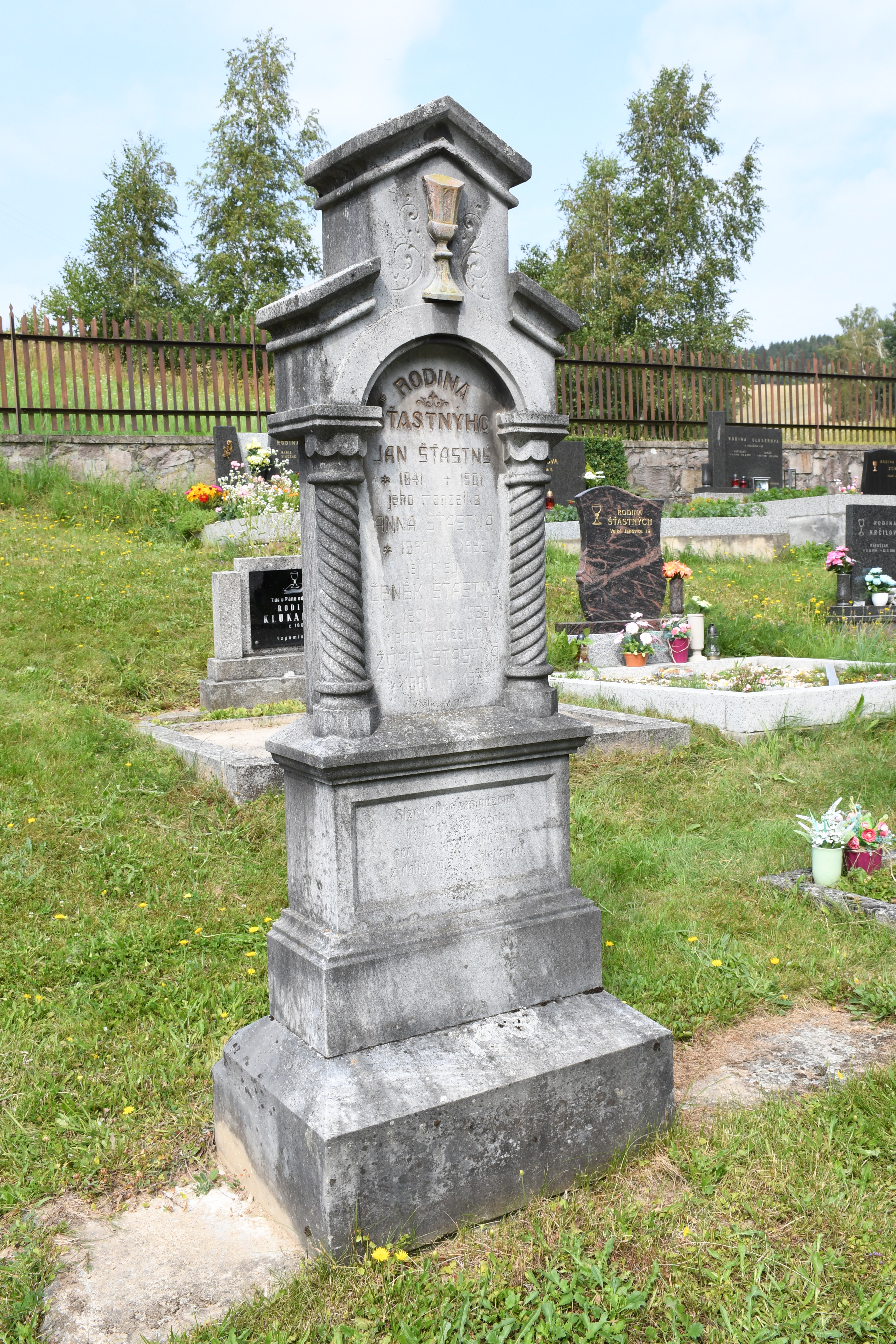